# Ställsten

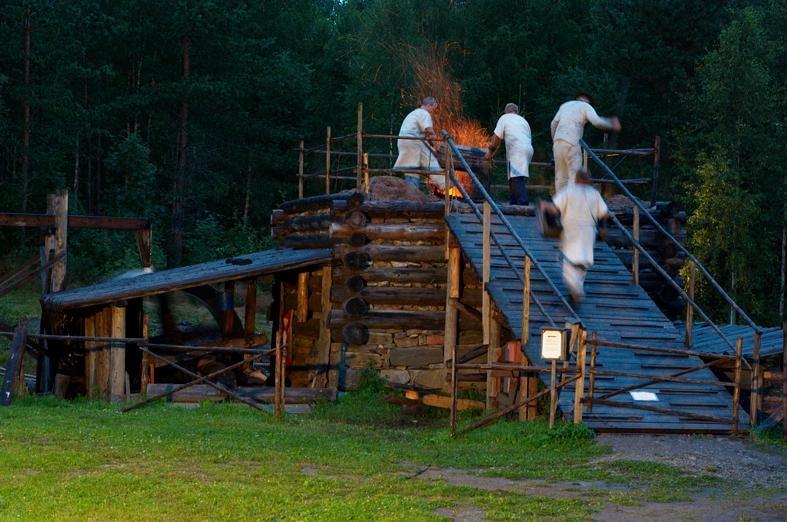
Masugn i Nya Lapphyttan år 2009.

Ställsten är eldfasta bergarter som användes som stenfundament vid konstruktion av handmurade masugnar.